# Араш
Араш Лабаф (фар. آرش‎; Техеран, 23. април 1977) ирански је певач. По народности је Азер. У Ирану је живео првих 10 година, а након тога у Упсали и Малмеу у Шведској, где и данас живи.
Свој први албум, Араш, издала је кућа Warner Brothers Music јуна 2005. Синглови "Boro Boro" („Иди“) and "Temptation" („Искушење“, дует са Ребеком Задиг) постали су популарни широм Европе, па и шире (приказивани су на 20 МТВ канала у 35 земаља широм света). Исте године ова песма је са великим успехом прерађена за руско тржиште под именом Восточные Сказки („Источне приче“), коју Араш пева са поп групом Блестящие. Сарађивао је и са данско-пакистанском певачицом Анилом Мирзом. Други албум  издао је 2006. На њему се нашла и песма подршке иранској фудбалској репрезентацији на Светском првенству у фудбалу. Трећи албум  издао је марта 2008. Насловна мелодија је у реге ритму и радио ју је у сарадњи са музичарем Шегијем (Shaggy).
Заједно са певачицом Ајсељ Тејмурзаде, Араш је представљао Азербејџан на такмичењу за Песму Евровизије 2009. у Москви. Песму са којом су наступили, Always („Увек“), компоновао је Араш са сарадницима. Пласирали су се у финале, заузевши друго место у другој полуфиналној вечери, и освојили треће место у финалу.